# Ільпибоки
Ільпи́боки — село в Україні, у Демидівській селищній громаді Дубенського району Рівненської області. Населення становить 333 особи.

## Географія

### Розташування
Село Ільпибоки має характерну видовжену форму у напрямку захід-схід у зв'язку із забудовою по обидва боки однієї вулиці.

### Рельєф
Горбистий, сильно розчленований ярами і балками, має нахил на захід до річки Жабичі.

### Місцевості
На схід від села знаходиться колишній хутір Пащиха, який у довоєнні часи був багатонаціональним. Мешкали поляки, чехи, українці. Згодом статус населеного пункту ліквідували, а місцевість приєднали як одну з вулиць до села Ільпибоки. Наразі тут постійне населення відсутнє.

## Історія

### ВКЛ
Виходячи з назви поселення існує теорія, що ця місцевість була заселена у часи Вітовта чувашами (чи якимось племенем фінського походження). Традиції та мова були ними втрачені і єдиним свідченням походження є назва села, а також розташоване неподалік село Смордва, яке, судячи  з назви, по цій теорії також було засновано фінським племенем - мордва. По переказам Вітовт під час своїх походів привозив полонених, якими заселяв свої землі.

### Російський період
Станом на 1911 рік у списку населених міст Волинської губернії село Ільпибоки належить до Дубенського повіту Княгининської волості, де дворів — 45, жителів — 297 чоловік, поліцейських участків — 2, мирових судів — 2, мирових посередників — 2, слідчих суддів — 2, верств до Дубна — 29.
У XVIII ст. власник села Стжельницький побудував тут палац, який був одним з найкращих старопольських дворів Волині. Він мав висунутий ламаний дах, дві просторі офіційні з покоями гостинні, дві сінних, велику кількість покоїв, стіни котрих були покриті мальованими полотняними шпалерами, у кінці палацу були оздоблені каміни. В половині XIX ст. все це впало в занепад. Залишків будівель на території села не збереглося. Могили власників села знаходяться в католицькій каплиці, у кінці села.

Ільпибоки та Пащиха на польській карті 1926 року

Надалі власниками нашого села були родини ставропольських родин Стройновських, Вітвінських і, нарешті, росіянина генерала Турчанінова, маєток якого розкинувся на північній околиці села. Північна околиця села була розкинута на горбі понад річкою Жабичі і нараховувала біля сотні хат, ця вулиця власне і називалася селом (тепер Набережна). Друга вулиця, що пішла на схід, носила назву хутір (тепер Центральна). Маєток генерала Турчанінова увінчувала одноповерхова простора кам'яниця з високою стелею на відміну від низьких селянських хаток (тепер будинок Кремпацькихі родини Свереп'юк). Від неї до річки спускався старий парк, що закінчувався внизу загородженим пляжем. За селом біля річки стояв водяний млин Байбуха. А від нього до залізниці аж десь під Вербу тягнулася вузькоколійка. Її збудували перед Першою світовою війною. Але ніяких поїздів селяни тут і не бачили. Лише інколи проїжджали вантажні поїзди, які тягнули великі коні-ваговози. До Ільпибоківської сільської ради входило село Пащиха, яке за розповідями старожилів було започатковане на лісовій місцевості одним багатим господарем Пащуком, що і від цього пішла назва села Пащиха. В селі проживали поляки Пачковські та чех Кійовський, а також сім'я німця. Крім того були і свої заможні місцеві господарі. Був час, що в Пащисі нараховувалося 70 і більше господарств. Пащиха славилась смачною холодною водою, якою смакували проїжджі.
7 (20) листопада 1917 року, відповідно до Третього Універсалу Української Центральної Ради, увійшло до складу Української Народної Республіки.

### Українська революція
В роки української революції та Директорії національна свідомість в селі швидше всього була відсутня, так як в історії немає сторінок з найменшою згадкою про це, окрім як про жителя села — бунтаря Павла Гурського, який із місцевих чоловіків створив український загін самооборони, який у той же час, що й армія Нестора Махна протистояв усім владам та режимам, його життєвою ідеєю було бачити свою батьківщину вільною та незалежною, а доля і погляди, як не дивно виявилися напрочуд схожими з Нестором Махном. Кремезний чоловік зростом у два метри, натомість від інших, його відрізняли дві особливості — грамотність і організаторський хист.
В часі постання Української Народної Республіки в Ільпибоках діяла міні-республіка, її засновником і став Павло Гурський, учасник урочистостей з нагоди проголошення Акта злуки 1919 року у Києві. У селі кілька років — до осені 1920 — діяв селянський загін самооборони чисельністю до ста чоловік, було навіть 2 кулемети. За часів Речі Посполитої був заарештований, то влаштував у в'язниці вибух і подався полями додому. Загін Павла Гурського існував з 1918 по 1920 рік, подальше життя Гурського проходило у постійній боротьбі та переслідуваннях. З початком першої радянської окупації Гурський був засланий до Сибіру.

### Колективізація
Радянсько-українська війна промайнула селом майже непомітно, якщо не рахувати наскоку будьонівців, які втікали на схід з-під Берестечка восени 1920 року.
До 1939 року в селі не було жодної людини з середньою освітою, більшість селян були неписьменними. Перша радянська окупація села відбулася у вересні 1939 року. В селі було організовано колгосп «8 Березня», а в селі Пащиха колгосп «30-річчя Жовтня», у яких нараховувалось станом на 01.05.1941 рік 129 дворів, землі в селян — 698 га.

### Друга світова війна
В червні 1941 року німецькі війська окупували село Ільпибоки, яке було визволено Червоною Армією 18 березня 1944 року. Після визволення села населення приступило до відбудови зруйнованого війною господарства, змінилася німецька окупація на радянську.

### Повоєнний період
В 1947 році радянська влада примусово відновила колгосп «8 Березня», тоді в колгоспі було побудовано тваринницькі приміщення, а в 1964 році колгоспну контору, в 1965 році — магазин, медпункт, клуб. Колгосп було оснащено новою технікою — було 10 тракторів, 2 комбайни, 32 сільськогосподарські машини.
В 1966 році проводилось осушення болота на площі 31 га. В 1968 році — розпочато реконструкцію електроліній, 1967 році — за рішенням правління колгоспу і парторганізації збудовано обеліск загиблим воїнам-односельчанам.
Швидкими темпами йшло будівництво, до 1965 року в селі було збудовано 35 нових житлових будинків. У 1948 році — господарство "8 Березня " і «30-річчя Жовтня» об'єдналося в одне господарство «8 Березня». В 1948 році в селі діяли гуртки художньої самодіяльності.

### Незалежна Україна
У 1991 році господарство «8 Березня» від'єдналось від Рудківського «Червоний промінь» — керівником господарства став Мельничук Микола Климович. У 1993 році за ініціативою керівника в селі було побудовано газопровід, дорогу з твердим покриттям. Населення отримало можливість вільно розпоряджатися землею і майном.
У грудні 1993 року рішенням Рівненської обласної ради №217 від 10.1993 року відокремлено село Ільпибоки від Рудківської сільської ради.
У 1999 році сільською радою на баланс було прийнято водонапірну вежу, відновлено водопостачання більшій половині мешканцям села.
12 червня 2020 року, відповідно до розпорядження Кабінету Міністрів України № 722-р від «Про визначення адміністративних центрів та затвердження територій територіальних громад Рівненської області», увійшло до складу Демидівської селищної громади Демидівського району.
19 липня 2020 року, в результаті адміністративно-територіальної реформи та ліквідації Демидівського району, село увійшло до складу Дубенського району.

## Населення
За переписом населення України 2001 року в селі мешкали 384 особи. Характерне поступове скорочення чисельності населення.

### Мова
Розподіл населення за рідною мовою за даними перепису 2001 року:
| Мова       | Відсоток |
| ---------- | -------- |
| українська | 97,15 %  |
| російська  | 2,07 %   |
| білоруська | 0,26 %   |
| інші       | 0,52 %   |

## Економіка
На сьогодні в Ільпибоках працює СФГ «8 Березня», 57 фермерів одноосібно обробляють земельні паї. В користуванні населення є 5 зернозбиральних комбайнів, 18 тракторів, 12 легкових автомобілів, 3 вантажні машини.

## Транспорт

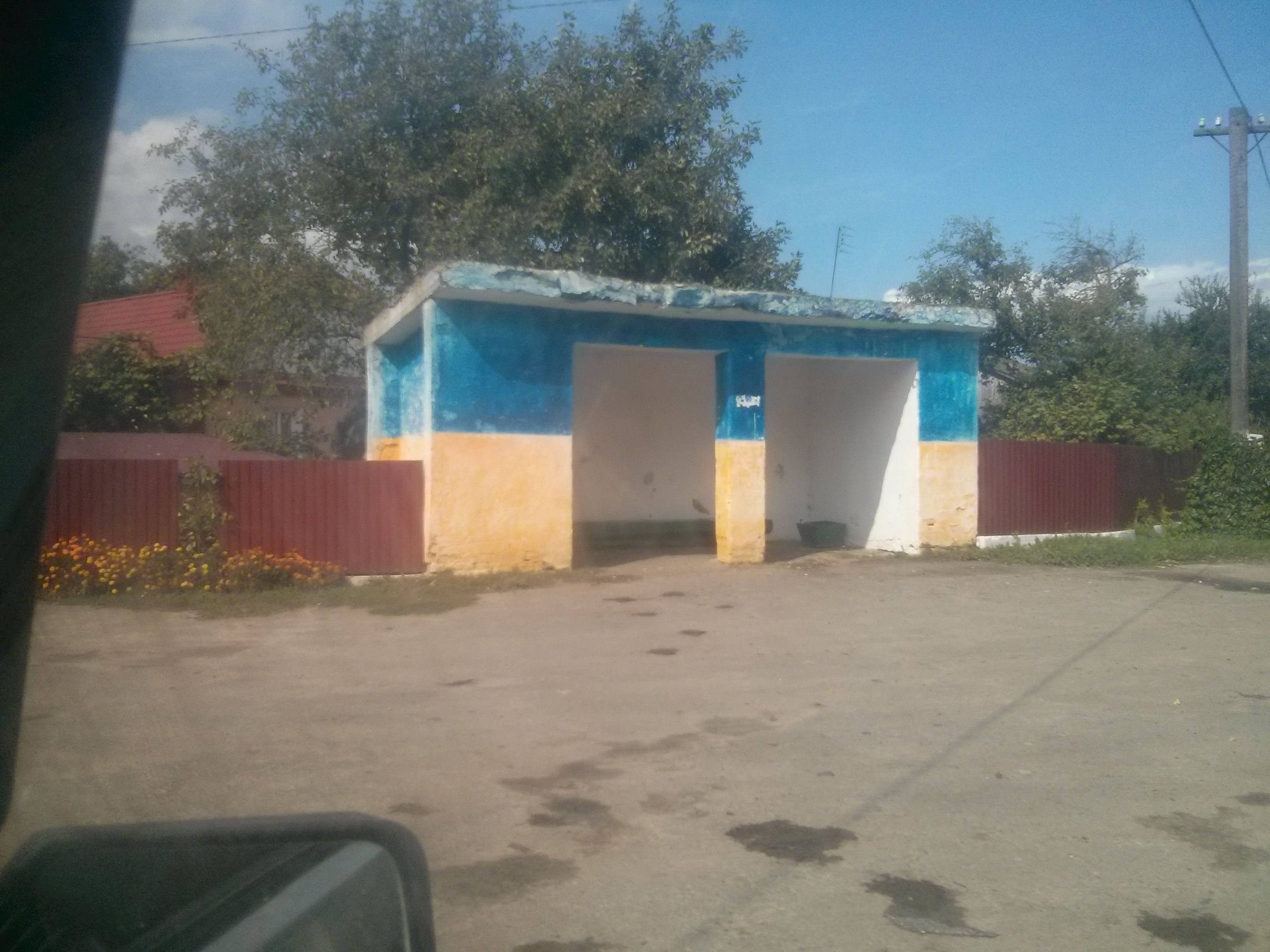
Автобусна зупинка в центрі села

Село має щоденне автобусне сполучення з селищем Демидівка та обласним центром.

## Зв'язок
Присутній 4G зв'язок основних мобільних операторів. Доступний оптоволоконний доступ до Інтернету. Стаціонарний телефонний зв'язок відсутній.
Найближче поштове відділення - у селі Рудка.

## Охорона здоров'я
Працює фельдшерсько-акушерський пункт, де з 1984 року працює Воробей Віта Іванівна.

## Освіта
Заклади освіти відсутні. Найближчі дитячий садок і школа - у селі Рудка та с-щі Демидівка.

## Релігія
Є два кладовища: одне біля річки, на якому хоронять жителів села Ільпибоки, друге - у східній частині села, де здавна хоронили жителів хутора Пащиха.
У 2019 році у центрі села освятили каплицю.

## Культура
Працює клуб, завідувачка клубу Ходорчук Валентина Миколаївна.
Раніше діяла бібліотека, в якій з 1958 по 1993 роки працювала Заморочко Олена Андріївна.

## Місцева влада
Село Ільпибоки входить до Демидівської селищної ради.

## Відомі люди
- Руцький Микола Миколайович (нар. 28 березня 1961 року) — український поет, письменник, дослідник УПА.
- Гурський Павло — виходець та мешканець села Ільпибоки. Створив український загін самооборони, який проіснував до осені 1920 р.
- Мулько Володимир Петрович — майстер чоботарства, уродженець села Ільпибоки.
- Рябий Віктор Сергійович (1977 - 2024) - військовослужбовець Збройних Сил України, учасник російсько-української війни. Загинув 30 вересня 2024 року під час виконання бойового завдання в районі Невського в Луганській області[11].